# 비안도
비안도(飛雁島)는 전북특별자치도 군산시 옥도면 비안도리에 속하는 면적 1.63 km2의 섬이다. 군산항에서 남서쪽으로 약 43 km, 부안군 송포항에서 북서쪽으로 약 9 km 떨어져 있으며, 고군산군도의 최남단에 위치한다.

## 지리
비안도는 남북으로 길고, 지형은 서고동저(西高東低) 형태로 북쪽의 노비봉(191m)과 남쪽의 남봉(167m) 사이의 동쪽 해안 중앙부 평지에 취락(비안마을)이 집중해 있다.
주민들은 대부분 농업과 어업을 겸하나, 어업에 더 많이 종사한다. 김 양식과 전복·해삼 등의 채취가 활발하고, 농산물로는 쌀·보리·고구마 등이 생산된다. 보건진료소·경찰지서·해경출장소 각 1개소가 있다.

## 두리도
두리도(斗里島)는 비안도에서 북동쪽으로 900여 m 떨어져 있는 사실상의 부속섬으로, 행정구역상으로는 전라북도 군산시 옥도면 두리도리이다. 면적은 0.14 km2이고, 인구는 2001년 말 기준으로 116 명이다.
비안도항과 두리도항 사이의 거리는 약 1.6 km이며, 취락은 두리도항이 있는 섬의 남동쪽 해안에 형성되어 있다.

## 역사
비안도와 두리도는 1896년 이전에는 부안군에 속했다가, 1914년 옥구군에 편입된 후 현재는 군산시 옥도면에 속해 있다.
- 조선 시대 : 전라도 부안현
- 1895년 6월 23일(음력 윤5월 1일) : 전주부 부안군[1]
- 1896년 2월 3일 : 전주부 지도군 고군산면
- 1896년 8월 4일 : 전라남도 지도군 고군산면[2]
- 1914년 4월 1일 : 전라북도 옥구군 미면[3]
- 1986년 4월 1일 : 전라북도 옥구군 옥도면[4]
- 1995년 1월 1일 : 전라북도 군산시 옥도면[5]

## 같이 보기
- 비안도항
- 가력도
- 새만금항